# 图方格阿恩杰
图方格阿恩杰（Tufanganj），是印度西孟加拉邦Koch Bihar县的一个城镇。总人口19293（2001年）。

## 人口
该地2001年总人口19293人，其中男性9797人，女性9496人；0—6岁人口1831人，其中男943人，女888人；识字率81.99%，其中男性为86.37%，女性为77.46%。